# Chris Garner
Pour les articles homonymes, voir Garner.
Chris Garner, né le 7 avril 1969 à Bellefonte en Pennsylvanie, est un joueur américain de tennis.

## Carrière
En 1983 il est le no 1 américain de la catégorie des moins de 14 ans et des moins de 16 ans en 1984.
Il joue trois fois dans le grand tableau d'un tournoi du Grand Chelem : à l'US Open 1990 (1er tour ; qualifié), l'Open d'Australie 1993 (1/8 ; classé 220) et l'Open d'Australie 1994 (1er tour ; repêché).
Parcours à l'Open d'Australie en 1993, il est alors classé 220e :

Todd Witsken a éliminé Richard Krajicek tête de série no 6 que devait rencontrer Garner en 1/16.
- Bat en qualification Michael Brown (4-6, 6-4, 6-3)
- Bat en qualification Matthew MacMahon	(6-2, 6-1)
- Bat en qualification Stephan Rhode (6-3, 6-2)
- Bat en 1/64 João Cunha e Silva no 125 (7-5, 6-1, 6-3)
- Bat en 1/32 John Fitzgerald no 169 (6-2, 7-5, 6-3)
- Bat en 1/16 Todd Witsken no 111 (6-1, 6-1, 4-6, 4-6, 6-4)
- perd en 1/8 contre Petr Korda no 7 (5-7, 3-6, 1-6)

1/2 finaliste à Tampa en 1991, parcours :
- Bat en 1/16 Mark Kaplan no 196 (3-6, 6-3, 1-0 abandon)
- Bat en 1/8 Stefano Pescosolido no 100 (7-66, 7-65)
- Bat en 1/4 Javier Frana no 164 (4-6, 7-65, 7-65)
- Perd en 1/2 contre Petr Korda no 86 (4-6, 4-6)

Finaliste aux tournois Challenger de Jakarta et Winnetka.
Il n'a jamais réussi à sortir des qualifications à Roland-Garros et Wimbledon.
Il joue à l'US Open en double en 1985, il perd au premier tour contre la paire Ken Flach et Robert Seguso 0-6, 1-6 avec pour partenaire Ben Papell.
Il a battu dans sa carrière : Todd Martin (2x), Patrick Rafter, Ievgueni Kafelnikov, Mikael Pernfors.
Il a rencontré trois top 10 pour trois défaites : Pete Sampras no 5, Stefan Edberg no 2, Petr Korda no 7.
Avec sa femme Monika, il a eu deux fils, Luke et Finn.